# 日本通信機
日本通信機株式会社（にほんつうしんき - ）は、放送局向けおよびケーブルテレビ関連の伝送機器、宇宙関連の電波機器の製造販売を行う神奈川県の企業である。同名のNEC販売特約店である日本通信機株式会社とは関係が無い。

## 主製品
- MCPA中継局システム
- SCPA中継局システム
- 受信障害対策用補償器
- OFDM変調器
- HD対応上り中継システム
- 冷却低雑音増幅器
- 衛星搭載用低雑音増幅器
- FM同期放送システム

## 沿革
- 1949年：東西電機株式会社が東京都世田谷区に発足（一般無線通信機用測定機器の製造販売）。
- 1952年：社名を現名称である日本通信機株式会社（Nihon Tsushinki Co., Ltd.）に変更。
- 1967年：本社を神奈川県川崎市中原に移転。
- 1985年：本社を神奈川県大和市に移転。
- 2000年：英文社名を現名称であるJapan Communication Equipment Co., Ltd.に変更。
- 2022年10月1日：本社を旧厚木工場に移転・統合し「本社工場」と改称。1拠点体制となった。

## 工場
- 厚木工場

神奈川県愛甲郡愛川町中津4005（北緯35度31分20.5秒 東経139度21分3秒 / 北緯35.522361度 東経139.35083度）
※かつては、東京都世田谷区や港区、川崎市中原区に工場があったが、現在は厚木工場に集約されている。